# Hebomoia glaucippe
Hebomoia glaucippe là một loài bướm ngày thuộc họ Pieridae Loài này phân bố ở châu Á và Australasia. Nó có đôi cánh màu trắng, phía trên đầu đôi cánh đó được bao phủ bởi màu đỏ cam rực rỡ có chứa chất độc có khả năng gây tê liệt thần kinh, thậm chí giết chết những kẻ săn mồi. Chất độc này là glacontryphan-M, giống như chất độc của loài ốc biển Conus marmoreus. Loài bướm này là con mồi của chim, kiến, bọ ngựa. Những loài tránh xa đôi cánh tuyệt đẹp của loài bướm.

## Phân bố
Loài này được tìm thấy ở hầu hết Nam và Đông Nam Á, cũng như ở miền nam Trung Quốc và miền Nam Nhật Bản.

## Phân loài
Hebomoia glaucippe có 27 phân loài:
| - Hebomoia glaucippe glaucippe (Bắc Ấn Độ - Trung Hoa, Hải Nam) - Hebomoia glaucippe australis Butler, 1898 (Nam Ấn Độ) - Hebomoia glaucippe ceylonica Fruhstorfer, 1907 (Ceylon) - Hebomoia glaucippe roepstorffi Wood-Mason, 1880 (Andamans) - Hebomoia glaucippe vossi (Maitland, 1859) (Nias) - Hebomoia glaucippe aturia Fruhstorfer, 1910 (Nam Myanma, Thái Lan, Bán đảo Mã Lai, Singapore) - Hebomoia glaucippe sumatrana Hagen, 1890 (Sumatra) - Hebomoia glaucippe borneensis (Wallace, 1863) (Borneo) - Hebomoia glaucippe anomala Pendlebury, 1939 (Pulau) - Hebomoia glaucippe javanensis (Wallace, 1863) (Java) - Hebomoia glaucippe lombockiana Butler, 1878 (Lombok) - Hebomoia glaucippe flavomarginata Pagenstecher, 1896 (Sumba) - Hebomoia glaucippe anaxandra Fruhstorfer (Kalao) - Hebomoia glaucippe celebensis (Wallace, 1863) (Sulawesi) - Hebomoia glaucippe sulaensis Fruhstorfer, 1907 (quần đảo Sula) | - Hebomoia glaucippe erinna Fruhstorfer (Philippines - Mindanao) - Hebomoia glaucippe philippensis (Wallace, 1863) (Philippines) - Hebomoia glaucippe reducta Fruhstorfer, 1907 (Philippines) - Hebomoia glaucippe palawensis Fruhstorfer, 1907 (Philippines) - Hebomoia glaucippe formosana Fruhstorfer (Đài Loan) - Hebomoia glaucippe cuyonicola Fruhstorfer, 1907 (quần đảo Cuyo) - Hebomoia glaucippe liukiuensis Fruhstorfer, 1898 (Nhật Bản) - Hebomoia glaucippe felderi (Vollenhoven, 1865) (Morotai) - Hebomoia glaucippe sulphurea (Wallace, 1863) (Bachan) - Hebomoia glaucippe aurantiaca Fruhstorfer, 1907 (Obi) - Hebomoia glaucippe timorensis (Wallace, 1863) (Timor) - Hebomoia glaucippe theia Nishimura, 1987 - Hebomoia glaucippe chewi Morita, 2006 |

## Hình ảnh

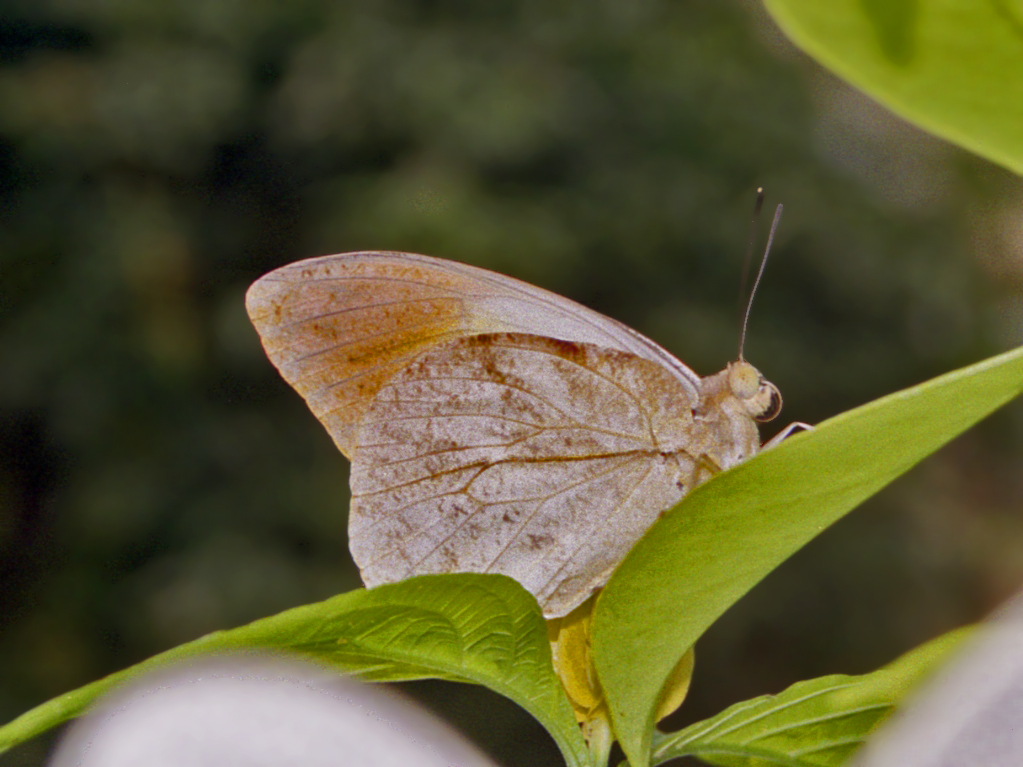
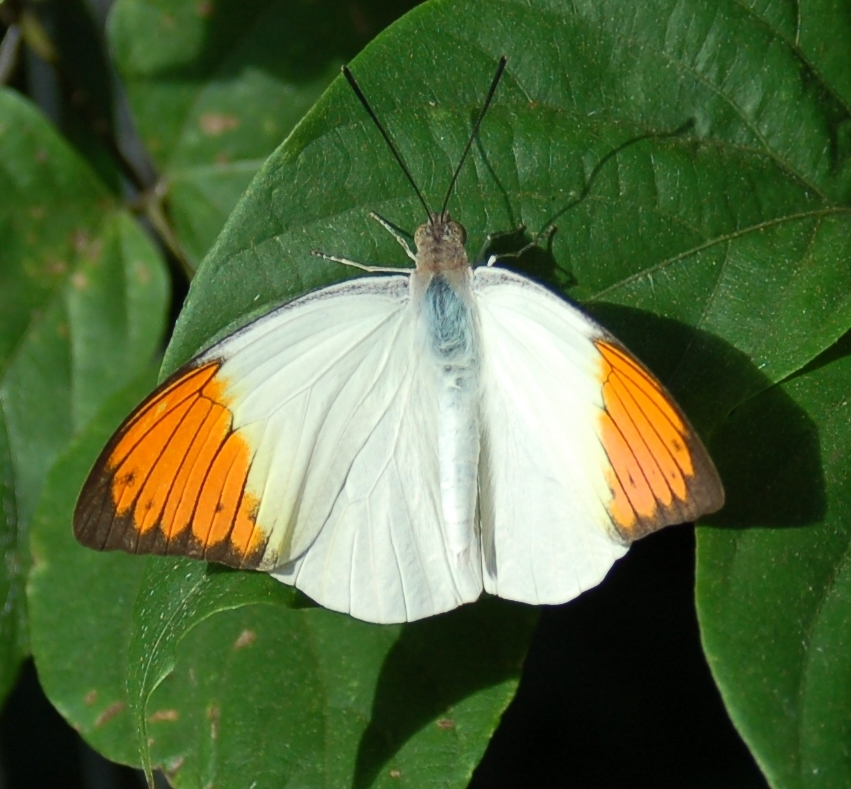
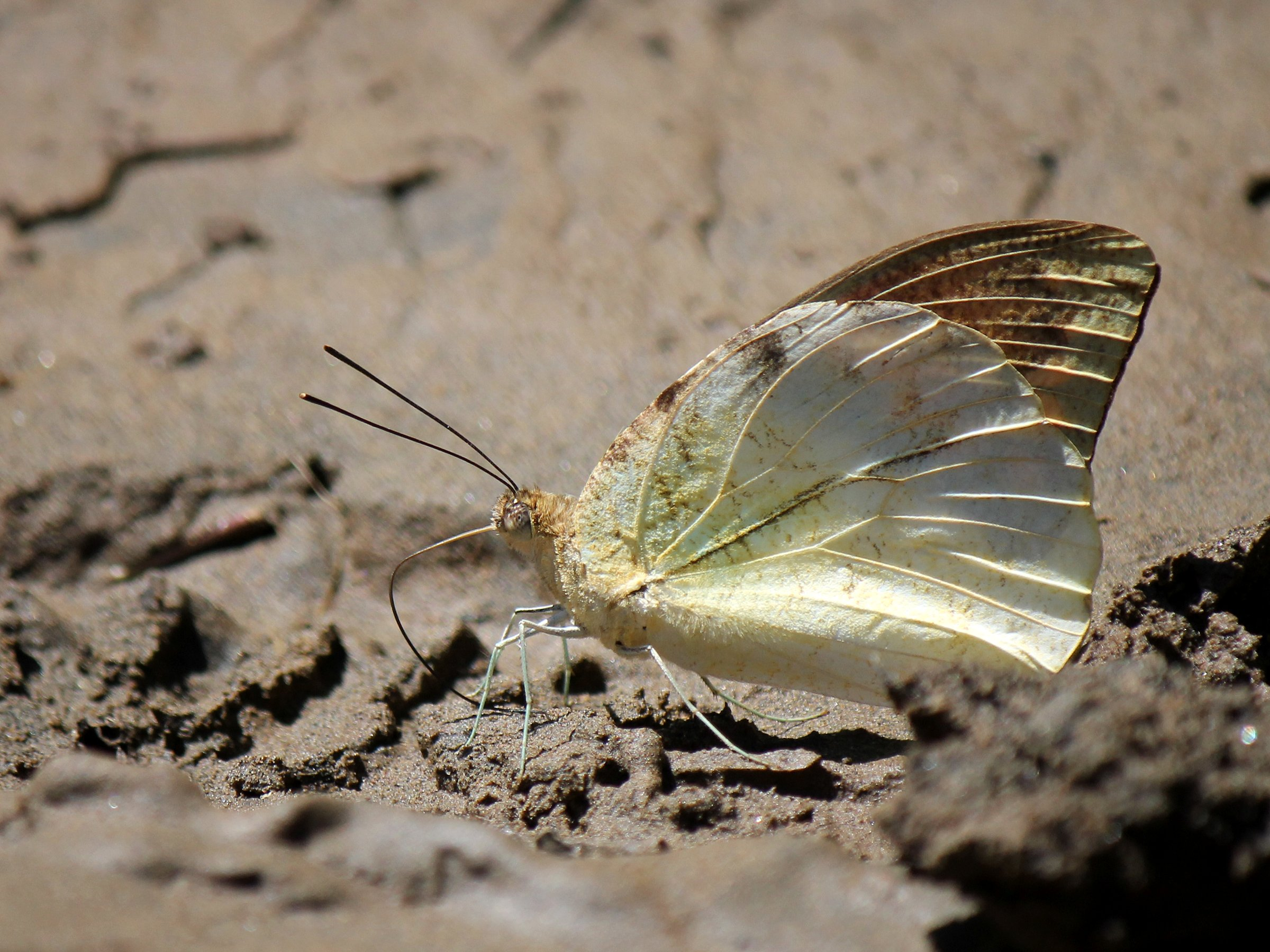
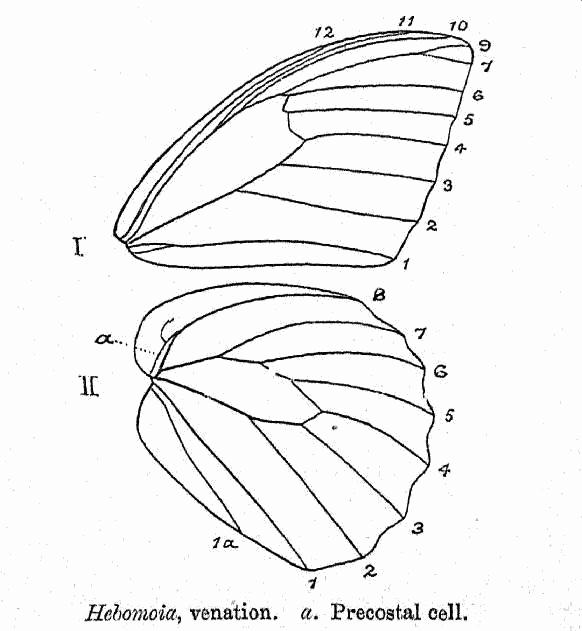
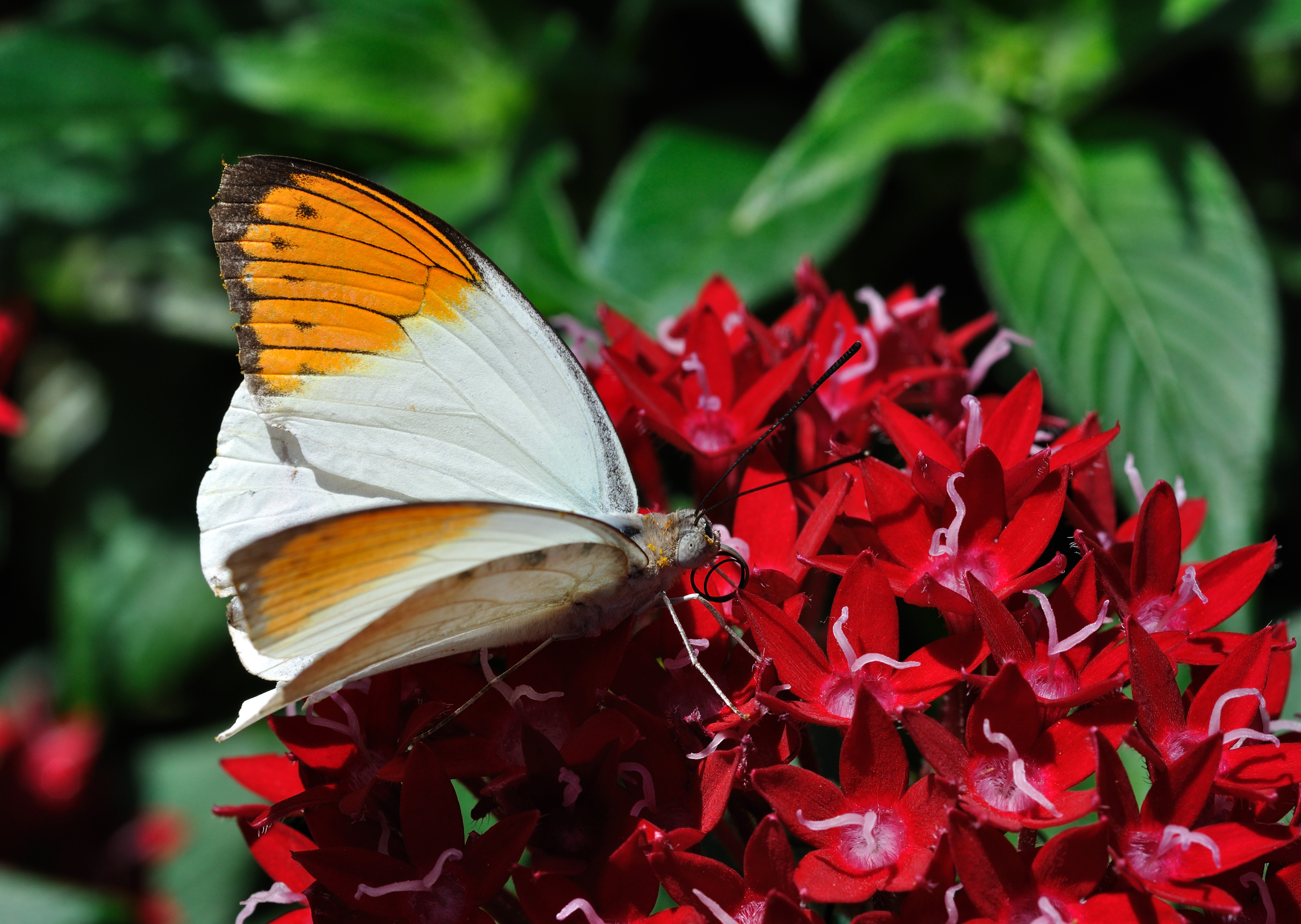
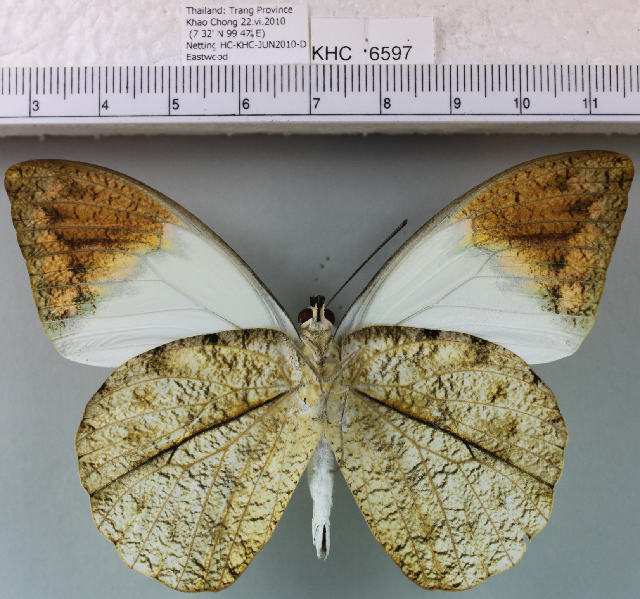